# Mathias Taube
Mathias "Mattis" Taube, född 21 september 1876 i Lindesberg, död 23 juni 1934 i Stockholm, var en svensk skådespelare, målare och illustratör.

## Biografi
Taube studerade målarkonsten vid de tekniska skolorna i Malmö och Stockholm 1894–1897 och vid Det Kongelige Danske Kunstakademi 1897–1901 och i Dresden 1902–1905. Redan under 1890-talet medverkade han i en utställning med unga konstnärer i Köpenhamn och i början av var han medlem i det nybildade Skånska konstnärslaget och medverkade i föreningens utställningar i Ängelholm, Malmö, Stockholm och Lund 1905–1913 samt Lundautställningen 1907. 
Han medverkade även i utställningar arrangerade av Konstföreningen för södra Sverige och Skånes konstförening, 1920 medverkade han i en utställning arrangerad av Konstnärsringen i Stockholm. Som konstnär utförde han en rad porträttbeställningar för olika organisationer i Danmark och till H Samzelius skildring av Julen i Norrbotten bidrog han med illustrationerna. 
Mathias Taube debuterade som skådespelare på Intima Teatern i april 1912 och filmdebuterade 1916. Han kom att medverka i drygt 20 filmproduktioner. Taube tillhörde Oscarsteatern 1926–1932, Radioteatern från 1929 och Ekmanteatern sedan 1932. 
Taube avled under en promenad då han plötsligt segnade ner i hörnet av Sankt Eriksgatan och Hantverkargatan i Stockholm på midsommaraftons morgon 1934. Han är begravd på Norra begravningsplatsen utanför Stockholm.

### Privatliv
Mathias Taube var son till kamreren Axel Taube och Johanna Matilda, född Törnsten. Han gifte sig 9 maj 1911 i Köpenhamn med den danska journalisten Ella Ekman-Hansen (1884–1966), och de fick dottern Aino Taube (1912–1990), som kom att verka som skådespelare. Han var kusin till Evert Taube (1890–1976).

## Filmografi
Enligt svensk Filmdatabas:

- 1916 – Therèse
- 1916 – Dödskyssen
- 1916 – Skepp som mötas
- 1917 – Vem sköt?
- 1921 – Johan
- 1921 – Högre ändamål
- 1924 – Flickan från Paradiset
- 1924 – Folket i Simlångsdalen
- 1925 – Ingmarsarvet
- 1925 – Styrman Karlssons flammor
- 1926 – Hon, han och Andersson
- 1926 – Sven Klingas levnadsöde
- 1928 – Ådalens poesi
- 1929 – Rågens rike
- 1930 – Hjärtats röst
- 1931 – En kvinnas morgondag
- 1931 – En kärleksnatt vid Öresund
- 1932 – Värmlänningarna
- 1932 – Vi som går köksvägen
- 1934 – Uppsagd

## Teater

### Roller (ej komplett)
| År   | Roll                         | Produktion                                           | Regi                            | Teater                      |
| ---- | ---------------------------- | ---------------------------------------------------- | ------------------------------- | --------------------------- |
| 1912 |                              | Fannys första stycke George Bernard Shaw             | Gustaf Collijn                  | Intima teatern              |
| 1912 | Egil Frank                   | Erlingsnäs Ejnar Smith                               | Emil Grandinson                 | Intima teatern              |
| 1912 |                              | Storken Hans Aanrud                                  |                                 | Intima teatern              |
| 1912 | Knut Wallin                  | Vid korsvägen Ernst Didring                          | Emil Grandinson Knut Michaelson | Intima teatern              |
| 1912 | Sam Brown                    | Drönaren Rutherford Mayne                            | Emil Grandinson                 | Intima teatern              |
| 1912 |                              | Moppy och Poppy Olaf Hansson                         | Emil Grandinson                 | Intima teatern              |
| 1913 | Kapten Hough                 | Eldskärmen Alfred Sutro                              | Knut Michaelson                 | Intima teatern              |
| 1913 | Argentinaren                 | Fästningen faller Sacha Guitry                       | Knut Michaelson                 | Intima teatern              |
| 1913 | Peter Nilson                 | Aldrig i livet Gustaf af Geijerstam                  | Emil Grandinson                 | Intima teatern              |
| 1913 | Poliskonstapel               | Vildfåglar John Galsworthy                           | Knut Michaelson                 | Intima teatern              |
| 1913 | Första scenarbetaren         | Simpson och Delila Sven Lange                        | Emil Grandinson                 | Intima teatern              |
| 1913 | J.C. Justinus                | Dynastin Peterberg Mikael Lybeck                     | Knut Michaelson                 | Intima teatern              |
| 1914 | Charlie Ponta Tulli          | Hemligheten Henry Bernstein                          | Knut Michaelson                 | Intima teatern              |
| 1914 | Charles Dedmond              | Jagad John Galsworthy                                | Emil Grandinson                 | Intima teatern              |
| 1914 | Antoine                      | En butiksfröken Frantz Fonson och Ferdinand Wickeler | Gustaf Collijn                  | Intima teatern              |
| 1914 | Cavaliere Trombini           | Den fule Ferante Sabatino Lopez                      | Emil Grandinson                 | Intima teatern              |
| 1914 | Fadern                       | Leka med elden August Strindberg                     | Emil Grandinson                 | Intima teatern              |
| 1914 | Erik Hiller                  | Karlavagnen Tor Hedberg                              | Einar Fröberg                   | Intima teatern              |
| 1914 | En äldre herre               | Boubouroche Georges Courteline                       | Einar Fröberg                   | Intima teatern              |
| 1914 | Kerjean                      | Undervattensbåten Svalan A Moureaux och J Pérard     | Einar Fröberg                   | Intima teatern              |
| 1915 | Guvernörens sekreterare      | Attentatet Leo Birinski                              | Emil Grandinson                 | Intima teatern              |
| 1915 | Evensen                      | Kärleken till nästan Gunnar Heiberg                  | Emil Grandinson                 | Intima teatern              |
| 1915 | Pistol                       | Muntra fruarna i Windsor William Shakespeare         | Emil Grandinson                 | Intima teatern              |
| 1915 | Frans Knivsmed               | Den politiske kannstöparen Ludvig Holberg            | Einar Fröberg                   | Intima teatern              |
| 1915 | Moritz Lange                 | Äktenskapets förskola Otto Erich Hartleben           | Einar Fröberg                   | Intima teatern              |
| 1915 | Kattong                      | Hittebarnet August Blanche                           | Einar Fröberg                   | Intima teatern              |
| 1915 | Roland                       | Moral Ludwig Thoma                                   | Einar Fröberg                   | Intima teatern              |
| 1916 | Liljensparre                 | Gustaf III August Strindberg                         | Einar Fröberg                   | Intima teatern              |
| 1916 | Staperfenne                  | Generalrepetition på ett dyrbart liv Harry Vosberg   | Albin Lavén                     | Intima teatern              |
| 1917 | Doktor Appel                 | Zoologi Ludwig Thoma                                 | Einar Fröberg                   | Intima teatern              |
| 1918 | Första mördaren              | Richard III William Shakespeare                      | Einar Fröberg                   | Intima teatern              |
| 1918 | Hjärtstrand                  | Ljunghuset Nils Wilhelm Lund                         | Einar Fröberg                   | Intima teatern              |
| 1918 | Sir Oliver Surface           | Skandalskolan Richard Brinsley Sheridan              | Einar Fröberg                   | Intima teatern              |
| 1919 | Kristoffer Kastrup           | Nöddebo prästgård Elith Reumert                      | Josua Bengtson                  | Intima teatern              |
| 1919 | Antonio                      | Balkongen Gunnar Heiberg                             | Rune Carlsten                   | Intima teatern              |
| 1919 | Hamdi Effendi                | En gammal ungkarls moral William J. Locke            | Albert Ståhl                    | Intima teatern              |
| 1919 | Kapten von Reinsberg         | Ambrosius Christian Molbech                          | Einar Fröberg                   | Intima teatern              |
| 1919 | Per Widja                    | Individernas förbund Einar Fröberg                   | Einar Fröberg                   | Intima teatern              |
| 1919 | Kammarherrn                  | Segergudinnan Ernst Didring                          |                                 | Intima teatern              |
| 1919 | Justitierådet Gamstrup       | Nej, vaudeville Johan Ludvig Heiberg                 | Josua Bengtson                  | Intima teatern              |
| 1919 | Överste Osmond               | Den nya garnisonen Louis Angely och C.G. Etienne     | Josua Bengtson                  | Intima teatern              |
| 1920 | Jens Olsen                   | Barnsölet Ludvig Holberg                             | Rune Carlsten                   | Intima teatern              |
| 1920 | Blavin                       | Aigretten Dario Niccodemi                            | Einar Fröberg                   | Intima teatern              |
| 1920 | Mr Leicester Paton           | Änkleken W. Somerset Maugham                         | Rune Carlsten                   | Intima teatern              |
| 1920 | Telemachov                   | Professor Storitzyn Leonid Andrejev                  | Einar Fröberg                   | Intima teatern              |
| 1920 | Schutz                       | Fästningen faller Sacha Guitry                       |                                 | Intima teatern              |
| 1921 | Elis                         | Påsk August Strindberg                               |                                 | Intima teatern              |
| 1921 | Den blinde                   | Himlens hemlighet Pär Lagerkvist                     | Einar Fröberg                   | Intima teatern              |
| 1921 | Johannes Bengtsson           | Spanska flugan Franz Arnold och Ernst Bach           | Rudolf Wendbladh                | Helsingborgs stadsteater    |
| 1924 | C. Roger Forbes              | Dulcie George S. Kaufman och Marc Connelly           | Einar Fröberg                   | Komediteatern               |
| 1924 | Arvid Horn                   | Kungens amour Brita von Horn                         | Mathias Taube                   | Komediteatern               |
| 1926 |                              | Den däringa Dagmar Ove Ansteinsson                   |                                 | Tantolundens friluftsteater |
| 1926 | Hertigen                     | Dollar Hjalmar Bergman                               | John W. Brunius                 | Oscarsteatern               |
| 1926 | David Wylie                  | Vad varje kvinna vet J. M. Barrie                    | Pauline Brunius                 | Oscarsteatern               |
| 1926 | Amiral Enterfelt             | Svenska Sprätthöken Carl Gyllenborg                  | Rune Carlsten                   | Oscarsteatern               |
| 1926 | Kungen                       | Sanningens pärla Zacharias Topelius                  | Rune Carlsten                   | Oscarsteatern               |
| 1926 | Baron Regnard                | Han som får örfilarna Leonid Andrejev                | Gösta Ekman                     | Oscarsteatern               |
| 1926 | Den gamle Liktornsoperatören | Lycko-Pers resa August Strindberg                    | Rune Carlsten                   | Oscarsteatern               |
| 1927 | Baptista Minola              | Så tuktas en argbigga William Shakespeare            | Gösta Ekman Johannes Poulsen    | Oscarsteatern               |
| 1927 | Edward Lennox                | Bättre folk Avery Hopwood och David Gray             | Pauline Brunius                 | Oscarsteatern               |
| 1927 | Reb Sender                   | Dibbuk - Mellan tvenne världar S. Ansky              | Robert Atkins                   | Oscarsteatern               |
| 1928 | Liljensparre                 | Gustaf III August Strindberg                         | Rune Carlsten                   | Oscarsteatern               |
| 1928 | Lektor Ljungberg             | Rötmånad Erik Lindorm                                | John W. Brunius                 | Oscarsteatern               |
| 1928 | Oliver Surface               | Skandalskolan Richard Brinsley Sheridan              | Johannes Poulsen                | Oscarsteatern               |
| 1928 | Rosenstein                   | "Patrasket" Hjalmar Bergman                          | John W. Brunius                 | Oscarsteatern               |
| 1928 | Andersen                     | Alexander den Store Gustav Esmann                    |                                 | Oscarsteatern               |
| 1928 | Recensenten                  | Hokus-Pokus Curt Goetz                               | Gösta Ekman                     | Oscarsteatern               |
| 1928 |                              | Julius Caesar William Shakespeare                    | Rune Carlsten                   | Oscarsteatern               |
| 1929 | Domaren                      | Volpone Ben Jonson                                   | Gunnar Klintberg                | Oscarsteatern               |
| 1929 | Konsul Randahl               | Kära släkten Gustav Esmann                           | Rune Carlsten                   | Oscarsteatern               |
| 1929 |                              | Kära släkten Gustav Esmann                           | Rune Carlsten                   | Oscarsteatern               |
| 1931 |                              | En japansk tragedi John Masefield                    | Per Lindberg                    | Konserthusteatern           |
| 1933 | Paul Hallam                  | Vi Hallams Rose Franken                              | Knut Martin                     | Blancheteatern              |
| 1934 | Claudius                     | Hamlet William Shakespeare                           | Per Lindberg                    | Vasateatern                 |

### Regi (ej komplett)
| År   | Produktion                               | Upphovsmän                                    | Teater                   |
| ---- | ---------------------------------------- | --------------------------------------------- | ------------------------ |
| 1922 | Cirkeln The Circle                       | W. Somerset Maugham Översättning Ebba Byström | Helsingborgs stadsteater |
| 1924 | Kungens amour                            | Brita von Horn                                | Komediteatern            |
| 1925 | Mr Pim tittar in Mr. Pim Passes By       | A.A. Milne                                    | Blancheteatern           |
| 1925 | Dubbelexponering Double Exposure         | Avery Hopwood Översättning E.A. Stocktorp     | Blancheteatern           |
| 1925 | Lady Fanny Fanny and the Servant Problem | Jerome K Jerome                               | Komediteatern            |
| 1925 | Romanen Wettlauf mit dem Schatten        | Wilhelm von Scholz                            | Komediteatern            |
| 1925 | Bron över Tajo                           | Gustav Lindvall                               | Komediteatern            |
| 1926 | I skolan igen                            | André Birabeau                                | Blancheteatern           |